# Shah Jahan III.

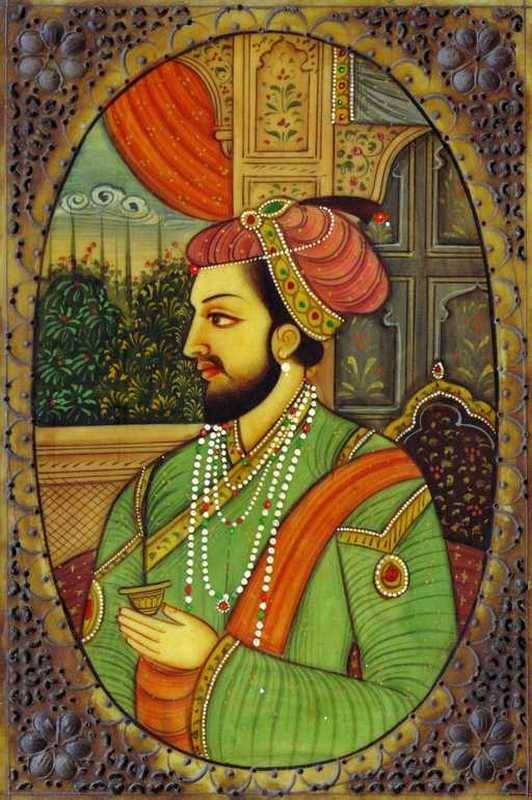
Shah Jahan III.

Muhi ul-Millat (geboren 1711; gestorben 1772 in Delhi) war als Shah Jahan III. 1759 kurzzeitig Kaiser des indischen Mogulreiches.

## Leben
Muhi ul-Millat war der älteste Sohn von Muhi us-Sunnat Mirza und ein Urenkel Aurangzebs. Nachdem Großmogul Alamgir II. am 29. November 1759 in Delhi einem Mordanschlag Imad ul-Mulks zum Opfer gefallen war, bestieg Muhi ul-Millat als Shah Jahan III. mit Unterstützung Imad ul-Mulks den Thron. Am 24. Dezember 1759 – Shah Jahan III. war noch im Amt – rief sich der älteste Sohn von Alamgir II., Jalal ad-Din als Shah Alam II. selbst zum Kaiser aus und konnte sich mit Hilfe der Marathen durchsetzen. Shah Jahan III. wurde nach kurzer Regierungszeit abgesetzt und gelangte in die Gewalt der Marathen.